# Reinhard Sommer
Reinhard Sommer (* 13. Juli 1921 in Köppelsdorf) ist ein ehemaliger Gewerkschaftsfunktionär in der DDR. Er war von 1961 bis 1988 Vorsitzender des Zentralvorstandes der IG Metall der DDR.

## Leben
Sommer wurde am 13. Juli 1921 im thüringischen Köppelsdorf geboren. Nach dem Besuch der Volksschule absolvierte er von 1936 bis 1939 eine Ausbildung zum Bau- und Maschinenschlosser. Anschließend war er bis 1941 als Mechaniker und Einrichter tätig. Diese Tätigkeit wurde 1941 durch den Einzug zum Kriegsdienst unterbrochen. Sommer diente bei der Luftwaffe, zuletzt als Unteroffizier. Gegen Kriegsende geriet er noch in Gefangenschaft, aus der er jedoch wieder fliehen konnte. Sommer ging wieder in seine alte thüringische Heimat und nahm seine Tätigkeit als Werkzeugmacher wieder auf. Bis dahin politisch eher nicht in Erscheinung getreten, trat er noch 1945 in den FDGB ein und wurde Mitglied der SPD. Sommer engagierte sich nach einiger Zeit in ehrenamtlichen Gewerkschaftsfunktionen, die ihm bald einen hauptamtlichen Gewerkschaftsposten einbrachten. Zunächst war er Mitglied im FDGB-Ortsvorstand der Stadt Sonneberg. 1947 gab er seine Tätigkeit als Werkzeugmacher auf, da er nun Sekretär des FDGB-Gebietsvorstandes Sonneberg geworden war und auch Mitglied des Landesvorstandes Thüringen der IG Metall. Durch diese Funktionen wurde er auch Mitglied des Sekretariats der SED-Kreisleitung Sonneberg. In die SED war Sommer durch die Vereinigung von KPD und SPD in der sowjetischen Besatzungszone gekommen. 1948 wurde Reinhard Sommer zum Vorsitzenden des FDGB-Kreisvorstandes Sonneberg gewählt. 1949 wurde entschieden, Sommer zu einem Einjahreslehrgang an die Parteihochschule „Karl Marx“ zu schicken. Danach blieb Sommer in Berlin, wo er zunächst von Mitte 1950 bis 1952 als Instrukteur und Abteilungsleiter im FDGB-Bundesvorstand tätig war. Anschließend war fünf Jahre bis 1957 als stellvertretender Vorsitzender des Zentralvorstandes der IG Metallurgie tätig. Danach wurde Sommer zur Bewährung und zum Erfahrungen sammeln in den Schwerpunktbetrieb VEB Berliner Metallhütten und Halbzeugwerke delegiert, wo er bis 1959 als Vorsitzender der Betriebsgewerkschaftsleitung agierte. Nach einer kurzen Mitgliedschaft im Berliner Bezirksvorstand der IG Metall ab 1959 wurde Sommer zu deren Vorsitzenden gewählt. Dieses Amt hatte er bis Februar 1961 inne. Parallel dazu begann Sommer 1960, nunmehr Ende 30, ein Fernstudium an der Ingenieur-Schule für Maschinenbau und Elektrotechnik in Berlin-Lichtenberg, welches er 1962 mit dem Abschluss als Techniker beendete. Daran schloss sich bis 1964 ein zweijähriges Studium der Wirtschaftswissenschaften an der Karl-Marx-Universität Leipzig an, welches Sommer als Diplom-Wirtschaftler abschloss. In dieser Studienphase wurde er auf der 7. Außerordentlichen Zentralvorstandssitzung am 21. Februar 1961 zum Vorsitzendes des Zentralvorstandes der IG Metall der DDR gewählt. Ursache dafür waren personelle Veränderungen im Bundesvorstand des FDGB, infolge dessen Sommers Vorgänger Rolf Berger als Sekretär in den Bundesvorstand aufrückte. Sommers neue Funktion zog weitere Ämter nach sich. So wurde er sofort als Mitglied in den Bundesvorstand des FDGB kooptiert und dort auch gleich in das Präsidium gewählt, in dem er bis 1989 auch verblieb. Weiterhin wurde er 1961 auch Vizepräsident der Internationalen Vereinigung der Gewerkschaften der Metallarbeiter im Weltgewerkschaftsbund (WGB), zwischen 1978 und 1989 vertrat er die Metaller als Präsident im WGB. Mit dem Präsidentenamt rückte Sommer ab 1978 als Mitglied in den Generalrat des WGB auf. Nach einem bis dahin häufigen Funktionärswechsel an der Spitze der IG Metall sorgte Sommer für eine personelle Kontinuität, er stand der IG Metall der DDR 27 Jahre vor. Zwischen 1976 und 1989 war Sommer für den FDGB auch Abgeordneter der Volkskammer, in der 8. und 9. Wahlperiode war er dabei stellvertretender Fraktionsvorsitzender. Nachdem Sommer 1988 aus gesundheitlichen Gründen den Vorsitz der Metallgewerkschaft abgab, übernahm er bis zur politischen Wende den Vorsitz der Veteranenkommission beim FDGB-Bundesvorstand. Mit 68 schon Altersrentner, gab Sommer seine gewerkschaftlichen Funktionen mit der politischen Wende im Herbst 1989 auf.

## Ehrungen
- 1969 Vaterländischer Verdienstorden in Bronze[1]
- 1981 Vaterländischer Verdienstorden in Gold
- 1986 Held der Arbeit